# Bodenblende

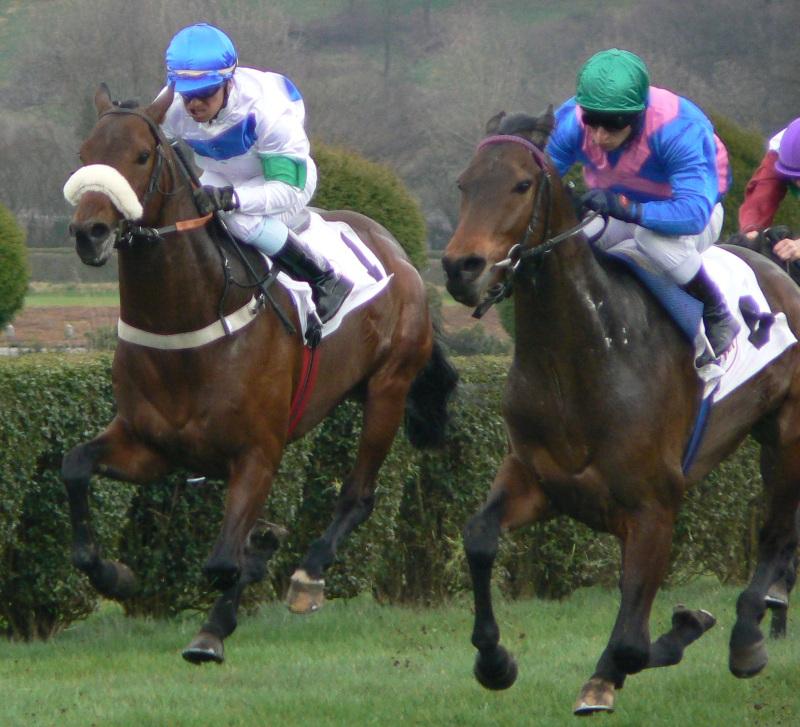
Das linke Pferd trägt einen Nasenschoner

Eine Bodenblende ist ein meist aus Lammfell oder ähnlich voluminösem Material hergestelltes Nasenpolster für Pferde, auch Nasenschoner genannt. Sie wird über den Nasenriemen des Zaumzeugs gezogen und in der Regel mit Klettverschlüssen befestigt. 
Bodenblenden werden vor allem im Galopp-/Trabrennsport eingesetzt, um zu verhindern, dass das Pferd während des Rennens durch scheinbare oder tatsächliche Bodenunregelmäßigkeiten wie Schatten oder Ähnliches verunsichert wird.
Die Bodenblende darf höchstens einen Durchmesser von 15 cm haben und ist in vielen Prüfungen verboten.